# Santuário de Las Lajas
O Santuário de Nuestra Señora de Las Lajas é um lugar de culto, peregrinação e turismo na Colômbia desde o século XVIII.

## Situação Geográfica
O Santuário esta localizado no cânion do rio Guaitara no Departamento de Nariño, na Aldeia de Las Lajas, município de Ipiales, no sul da Colômbia e a 10 km do Equador.

## História
O franciscano frei Juan de Santa Gertrudes, na sua crônica de viagem entre 1756 - 1762 ao sul do Reino de Nova Granada, publicado em quatro volumes sob o título "Maravilhas da natureza", menciona o santuário no Livro III, sendo possivelmente a referência mais antiga de sua existência.
Monsenhor Justino Mejia y Mejia, capelão (sacerdote responsável pelos ofícios religiosos de uma capela) do santuário entre 1944 a 1977, e historiador. Em seus escritos se refere a uma história atualmente aceita, conta que por volta de 1754 a imagem da Virgem do Rosário foi descoberta por uma indígena chamada María Mueses com Rosa, sua filha, quando se dirigiam a sua casa; ao verem-se surpreendidas por uma tormenta, María e sua filha buscaram refúgio na beira da estrada entre as cavidades formadas pelas pedras planas e imensas lajes naturais que caracterizam essa zona do cânion do rio. Para surpresa da mãe, a criança que até aquele momento era considerada surda-muda chama sua atenção falando: "Mamãe, a mestiça me chama..." mostrando a pintura certamente iluminada de forma sugestiva pelos relâmpagos.
Depois de que as autoridades e os habitantes da região comprovaram a veracidade dos fatos, que foram classificados como prodígio pelas autoridades eclesiásticas em 15 de setembro de 1754, o lugar foi convertido numa referência para toda a comarca incluindo o norte do Equador.
No mesmo lugar da aparição, alguns anos mais tarde, foi realizada a primeira missa e se iniciou a construção de uma capela de palha. Desde então, houve três construções correspondentes a épocas diferentes. Em maio de 1794 começa a ser construído o primeiro templo a base de cimento e tijolo sob a supervisão do então pároco de Ipiales, Eusebio Mejia y Navarro. Em 1862, o sacerdote José Maria Burbano inaugurou um capela maior e em agosto de 1899, o Frei Ezequiel Moreno Diaz, Bispo de Pasto manifestou sua aspiração de construir um templo de tamanho ideal para abrigar a população.

## Aspectos Arquitetônicos

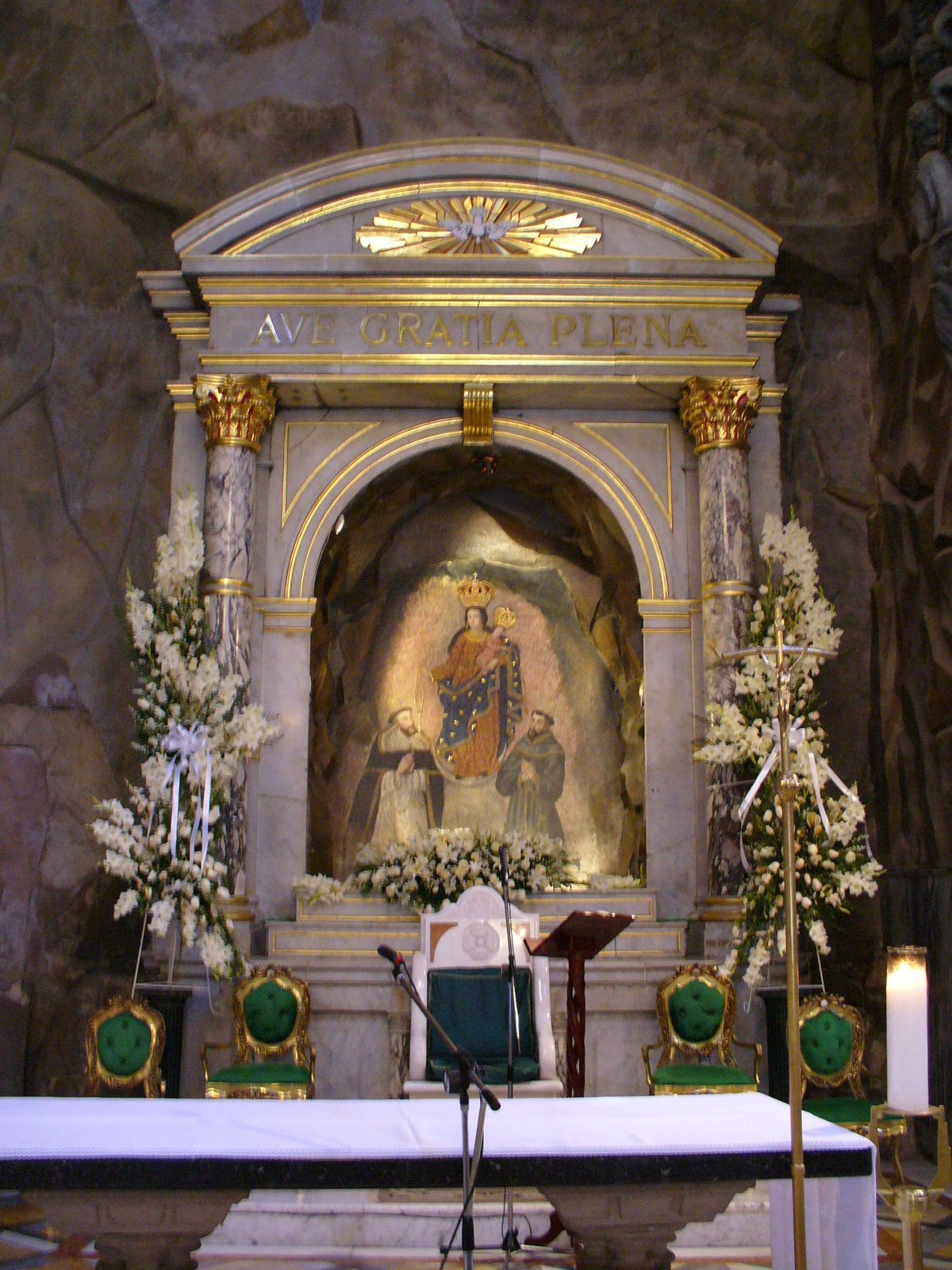
Virgen de las Lajas

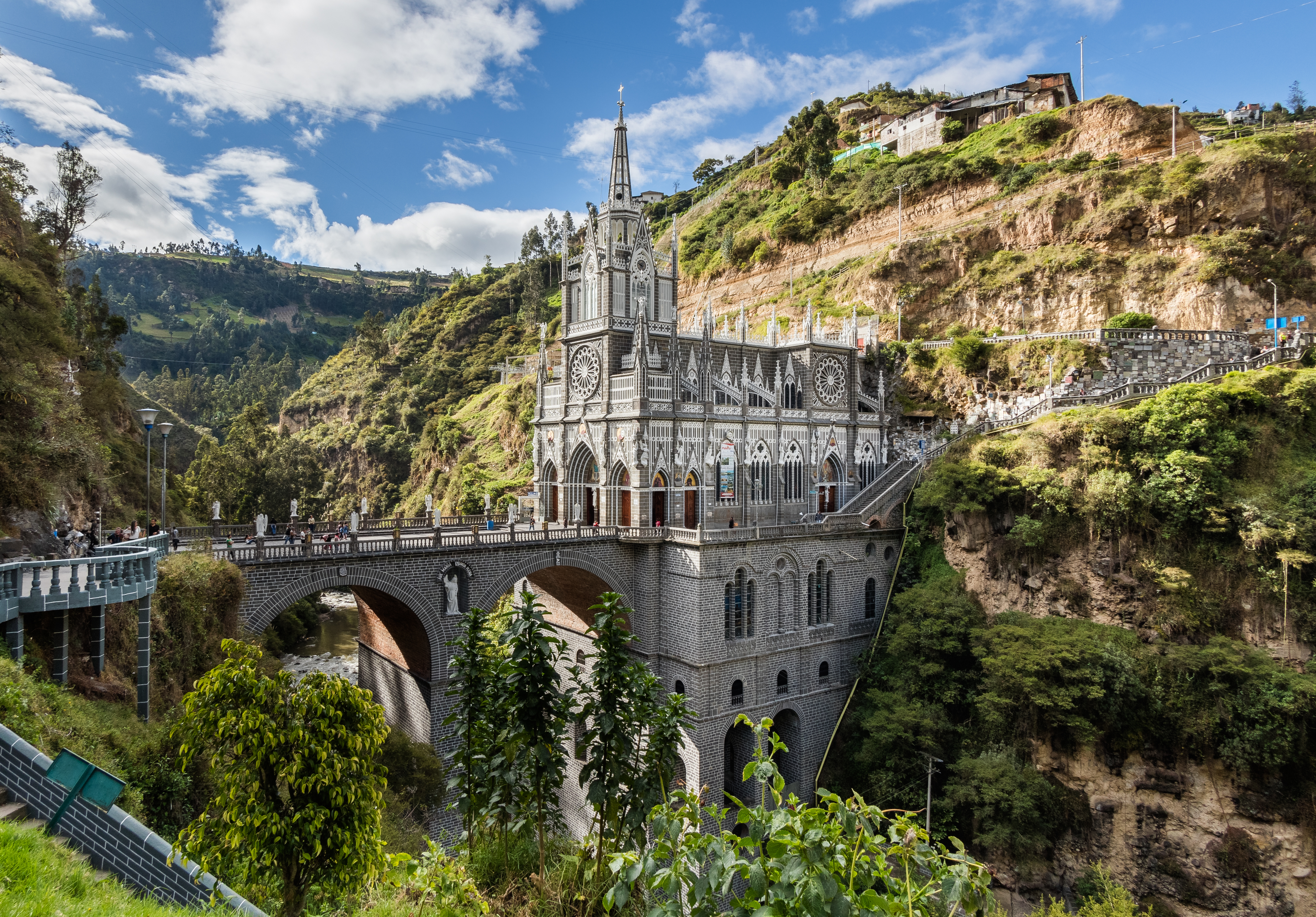
Santuário de las Lajas

O atual edifício, o quarto desde o século XVIII, substituiu uma capela do século XIX e é uma igreja de pedra cinza, branca de estilo gótico do final do século XIV, composta por três naves construídas em uma ponte de dois arcos que se cruzam sobre o rio e faz com que o átrio da basílica se una com o outro lado do cânion.
O Santuário foi construído sobre uma ponte de dois arcos que cruza o rio Guaitara. A ponte tem 50 metros de altura por 17 metros de largura e 20 metros de comprimento. A altura do Santuário, de sua base até a torre é de 100 metros.[carece de fontes?]
O edifício principal mede 27,50 m de comprimento por l5 m de largura. No interior, as três naves são cobertas por abóbadas. Tem mosaicos em fibra de vidro feitos pelo italiano Walter Wolf que, durante o dia, filtram a iluminação natural.
O fundo das três naves é uma parede de pedra natural da garganta do Canion e na nave central se vê em destaque a imagem da Virgem do Rosário, pintada por um autor desconhecido em uma laje de pedra.
O altar está construído sobre a mesma pedra da cova em que Rosa teve a visão.
A base do templo propriamente dita, além dos dois arcos da ponte, é uma cripta em estilo romântico, de três naves cobertas com abóbadas do canion de estrutura em pedra de cantaria, dedicada ao Sagrado Coração de Jesus.
Na parte exterior se destacam três torres que terminam em agulhas decoradas com toucerias e folhagens.
Os muros que cercam os acessos ao santuário se confundem com a topografia do terreno e
estão cheios de oferendas votivas e placas com gratidão por favores recebidos, bem como com  aparelhos ortopédicos para testemunhar curas.